# Edwin Neal
Edwin Neal, conosciuto anche come Edward Neal, Ed Neal e Ed Neil (Houston, 12 luglio 1945), è un attore e doppiatore statunitense, famoso per aver interpretato il ruolo dell'autostoppista Nubbins Sawyer nel film horror Non aprite quella porta.

## Filmografia

### Cinema
- Non aprite quella porta (The Texas Chain Saw Massacre, 1974) - Ruolo: Nubbins Sawyer, l'Autostoppista
- Future-Kill (1985)
- Attrazione carnale della mia vicina (Neurotic Cabaret, 1990)
- JFK - Un caso ancora aperto (JFK, 1991)
- Breathing Fire (1991)
- Fantasma per amore (My Boyfriend's Back), regia di Bob Balaban (1993)
- Murder-Set-Pieces, regia di Nick Palumbo (2004)
- Satan's Playground (2006)
- Butcher Boys (Butcher Boys), regia di Duane Graves e Justin Meeks (2012)
- Non aprite quella porta 3D (Texas Chainsaw 3D, 2013) - Ruolo: Nubbins Sawyer, l'Autostoppista (all'inizio del film, riciclato dalla pellicola del 1974)

### Televisione
- Supercar 2000 - Indagine ad alta velocità (Knight Rader 2000) (1991) - Ruolo: Werehouse Clerk

### Doppiaggio
- Terrestrial Defense Corp. Dai-Guard - Ruolo: Osugi
- Sonic the Hedgehog - Ruolo: Dr. Eggman; Black Eggman; Presidente
- Nadia - Il mistero della pietra azzurra - Ruolo: Zio di Jean
- Metroid Prime 3: Corruption - Ruolo: Ghor
- Final Fantasy - Unlimited - Ruolo: Pist Shaz
- Hoshin Engi - Ruolo: Isei
- Gatchaman - Ruolo: Berge Katse
- Steam Detectives - Ruolo: Dr. Guilty
- Lost Universe - Ruolo: Roy Glen
- I tanti segreti di un cuore innamorato - Ruolo: Jamapon
- i-wish you were here - vorrei tu fossi qui - Ruolo: Dr. Domeki

## Doppiatori italiani
- Giovanni Battezzato in Power Rangers, Turbo Power Rangers - Il film
- Gianni Marzocchi in Non aprite quella porta
- Mino Caprio in Non aprite quella porta (ridoppiaggio)